# Economia de Síria

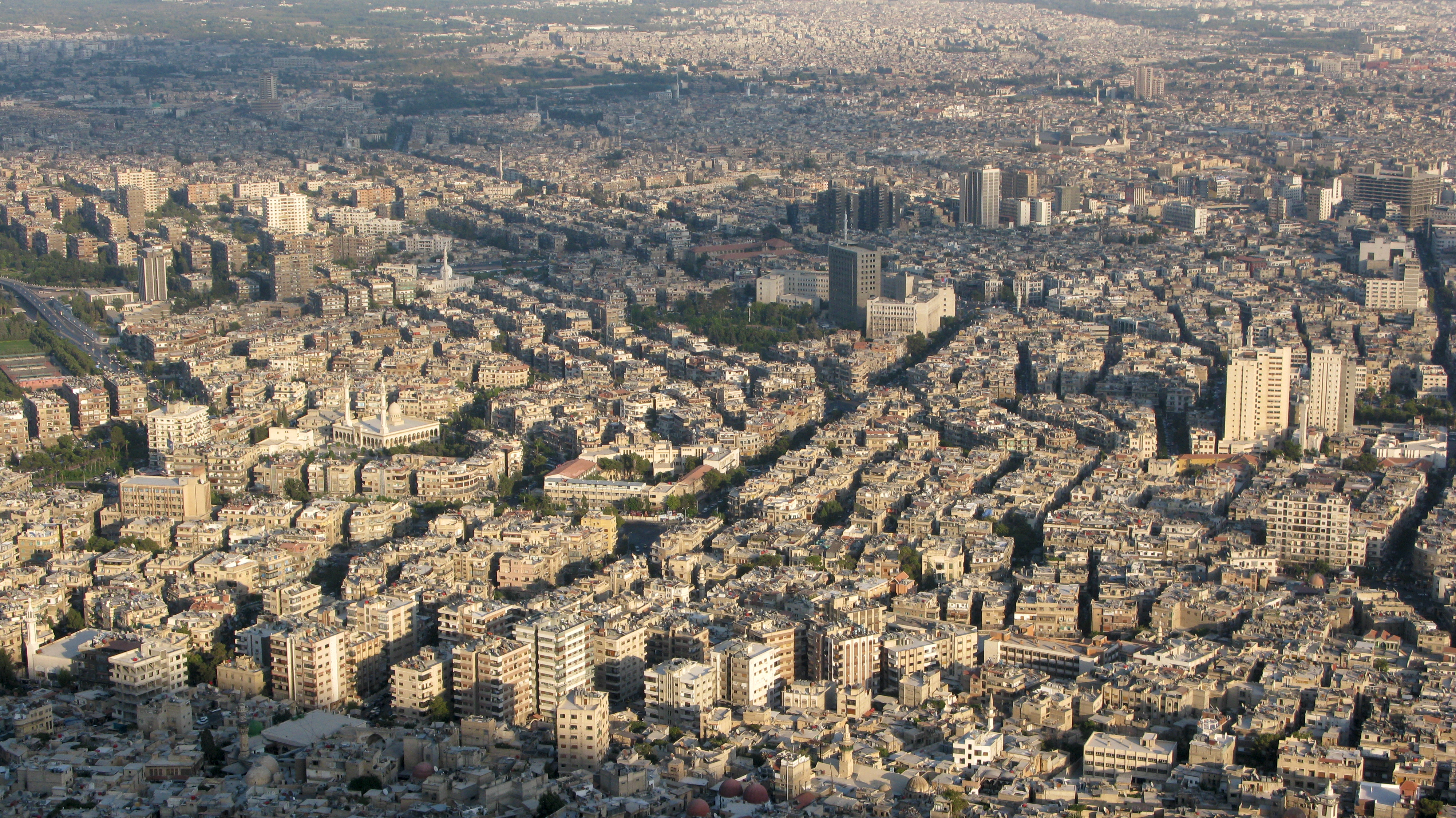
Damasc.

L'economia de Síria és basada en l'agricultura, petroli, indústria i turisme. El seu producte intern brut va créixer 80% en els anys 1960 i 336% durant els anys 1970. Això es va provar impossible de mantenir, i l'economia es va retreure 33% durant els anys 1980. No obstant això, el PIB per capita va registrar un modest creixement de 12% (1,1% a l'any) en els anys 1990 a causa de la diversificació econòmica.
Actualment el país encara sofreix les conseqüències del conflicte iniciat el 2011. L'economia es va contreure el 2012 com a resultat de les sancions internacionals i reduïda producció i consum.